# Morvan
Morvan je vysočina ve francouzském Burgundsku. Táhne se severojižním směrem v délce asi 100 km a dosahuje průměrné výšky okolo 600 metrů, nejvyšší hory jsou na jihu v regionu zvaném „Bois du Roi“ (Haut Folin s 901 m n. m.). Pohoří bylo vyvrásněno v období devonu a je tvořeno převážně žulou a čedičem, v okrajových částech rovněž vápencem. Největšími městy jsou Autun a Château-Chinon, pramení zde řeky Yonne, Armançon a Arroux. Na řece Yonne se nachází přehradní nádrž Lac de Pannecière, využívaná k výrobě elektřiny i k rekreaci. Oblast je převážně lesnatá, původní duby byly od devatenáctého století nahrazovány jehličnany; Morvan je známým vývozcem vánočních stromků.
Původ názvu je odvozován z galského výrazu „maro-vidu-enno“ (ve velkém lese), případně z indoevropského kořene „mor-u-“ (tmavý). Oblast obývali keltští Aeduové, kteří postavili na hoře Mont Beuvray proslulou pevnost Bibracte. Po dobytí Římany zde vzniklo město Augustodunum. Vesnice Saint-Léger-Vauban je známá jako rodiště markýze Vaubana. Z Morvanu pocházel také politik Joseph Archer, autor návrhu na jednotnou evropskou měnu.
Oblast je málo úrodná a s drsným klimatem, kde se vzhledem k vysokým srážkám udržují četné mokřady, zůstala proto řídce osídlená a hlavním ekonomickým odvětvím je chov charolaiského skotu. Místní muži se tradičně živili voroplavbou a povoznictvím, ženy si přivydělávaly jako chůvy pařížských dětí (této profesi se podle kraje začalo říkat „nourrices morvandelles“). Saint-Forgeot byl také známý těžbou ropné břidlice, důl byl uzavřen roku 1957.
Za druhé světové války působila v místních lesích odbojová organizace Maquis du Loup, její bojovníky připomíná muzeum Le Musée de la Résistance en Morvan v obci Saint-Brisson. Muzeum je umístěno v Maison du Parc 
Udržel se zde dialekt zvaný „morvandiau“, region je známý také svojí lidovou hudbou, v níž dominují dudy, niněra a akordeon. O chudém životě v tomto kraji pojednává populární píseň Maurice Bouchora „La Morvandelle“.
V roce 1970 byl v centrální části pohoří vyhlášen stejnojmenný přírodní park.